# Беженар Сергій Миколайович
Сергі́й Микола́йович Бежена́р (* 9 серпня 1970, Нікополь, Дніпропетровська область, Українська РСР, СРСР) — радянський та український футболіст, український футбольний тренер. У минулому — захисник низки українських та іноземних футбольних клубів, гравець національної збірної України.

## Клубна кар'єра
Розквіт ігрової кар'єри Беженара припав на 1990-ті роки. До 1995 року виступав за дніпропетровське «Дніпро», у складі якого мав постійне місце в основі команди та почав отримувати виклики до національної збірної України. Протягом 1995—1998 років — виступи за київське «Динамо», до складу якого перейшов з «Дніпра» разом з Юрієм Максимовим, Євгеном Похлєбаєвим та Сергієм Коноваловим.
Завершивши виступи за «Динамо», не зміг знайти постійний клуб, у якому б провів більше одного сезону. 1998 року відіграв один матч у складі полтавської «Ворскли», більшу частину сезону 1998-99 — у київському ЦСКА, після чого продовжив виступи в іноземних клубах. Погравши протягом 1999—2001 років у бельгійському «Мехелені», турецькому «Ерзурумспорі» та російському «Чорноморці» (Новоросійськ), повернувся до України, де провів сезон 2002-03 у складі сімферопольської «Таврії». Восени 2003 року виступав у Казахстані за клуб «Актобе».
Кар'єру гравця завершив 2004 року в івано-франківському «Факелі».

## Виступи за збірну
Викликався до юнацької, молодіжної та олімпійської збірних команд СРСР.
Гравець найпершого складу національної збірної України — брав участь в історичній грі проти збірної Угорщини 29 квітня 1992 року (поразка 1:3), від якої веде початок сучасна історія головної футбольної команди України. 
Загалом протягом 1992—1997 років за збірну України зіграв 23 матчі. Має в активі один забитий у складі збірної гол — реалізував пенальті у товариській зустрічі зі збірною Білорусі 25 травня 1994 року (перемога 3:1).

## Тренерська кар'єра
По завершенні кар'єри гравця пробував свої сили на тренерській роботі — протягом 2007—2008 років допомагав Олександру Гайдашу тренувати кримські команди «Кримтеплиця» та «Фенікс-Іллічовець».
З 2012 року є наставником ДЮФШ «Динамо» (Київ) різних вікових категорій, зокрема U-17, U-16, а з 2021 року U-14.

## Досягнення
- Чемпіон світу (U-16): 1987
- Чемпіон Європи (U-18): 1988
- Чотириразовий чемпіон України: сезони 1994-95, 1995-96, 1996-97, 1997-98;
- Володар Кубка України 1996 року;